# Course de voitures anciennes Londres-Brighton
 (juin 2024).
La course de voitures anciennes Londres-Brighton (en anglais : London-to-Brighton veteran car run) est la plus ancienne compétition historique d'automobiles de collection pionnières d'avant 1905. Fondée le 14 novembre 1896 et ressuscitée en 1927, elle est longue de 87 km et se tient annuellement au mois de novembre entre Londres et Brighton, en Angleterre. Elle est organisée par le Royal Automobile Club.

## Historique

### Compétition automobile avant 1906
Dans les années 1900, au début de la naissance des premiers constructeurs automobiles, les premiers Grands Prix automobiles sont organisés de ville à ville, en France et en Europe, la première de ces épreuves historiques étant la course Paris-Rouen de 1894. Ces courses populaires très médiatisées assurent une importante promotion commerciale pour les marques pionnières de l'industrie automobile de l'époque.
À la suite de l'évolution exponentielle de la puissance des automobiles de compétition, et à l’hécatombe d'accidents tragiques de la course automobile Paris-Madrid de 1903, — avec  entre autres la mort du pilote industriel Marcel Renault au volant de sa Renault AK —, l'Automobile Club de France et les autorités de l'époque entreprennent d'améliorer la sécurité du public et des pilotes en fondant en 1906 le Grand Prix automobile de France, se déroulant exclusivement sur circuit automobile.

### Course historique Londres-Brighton
En 1896 à la suite de l'évolution de la loi britannique Locomotive Act qui autorise des véhicules à rouler à plus de 14 mph (22 km/h) sur les voies publiques de Grande-Bretagne, cette course annuelle historique de 54 miles (87 km) est fondée entre Londres et Brighton.
En 1927, le Royal Automobile Club la fait ressusciter. Elle devient la plus longue course et un des plus importants rassemblements de voitures anciennes au monde avec environ 500 participants. Ils ne sont pas autorisés à dépasser la vitesse moyenne de 20 mph (32 km/h), et une médaille est décernée à ceux qui arrivent avant 16 h 30. L'ordre d'arrivée n'est pas publié.

Quelques participants
Regent Street
Mors 1901
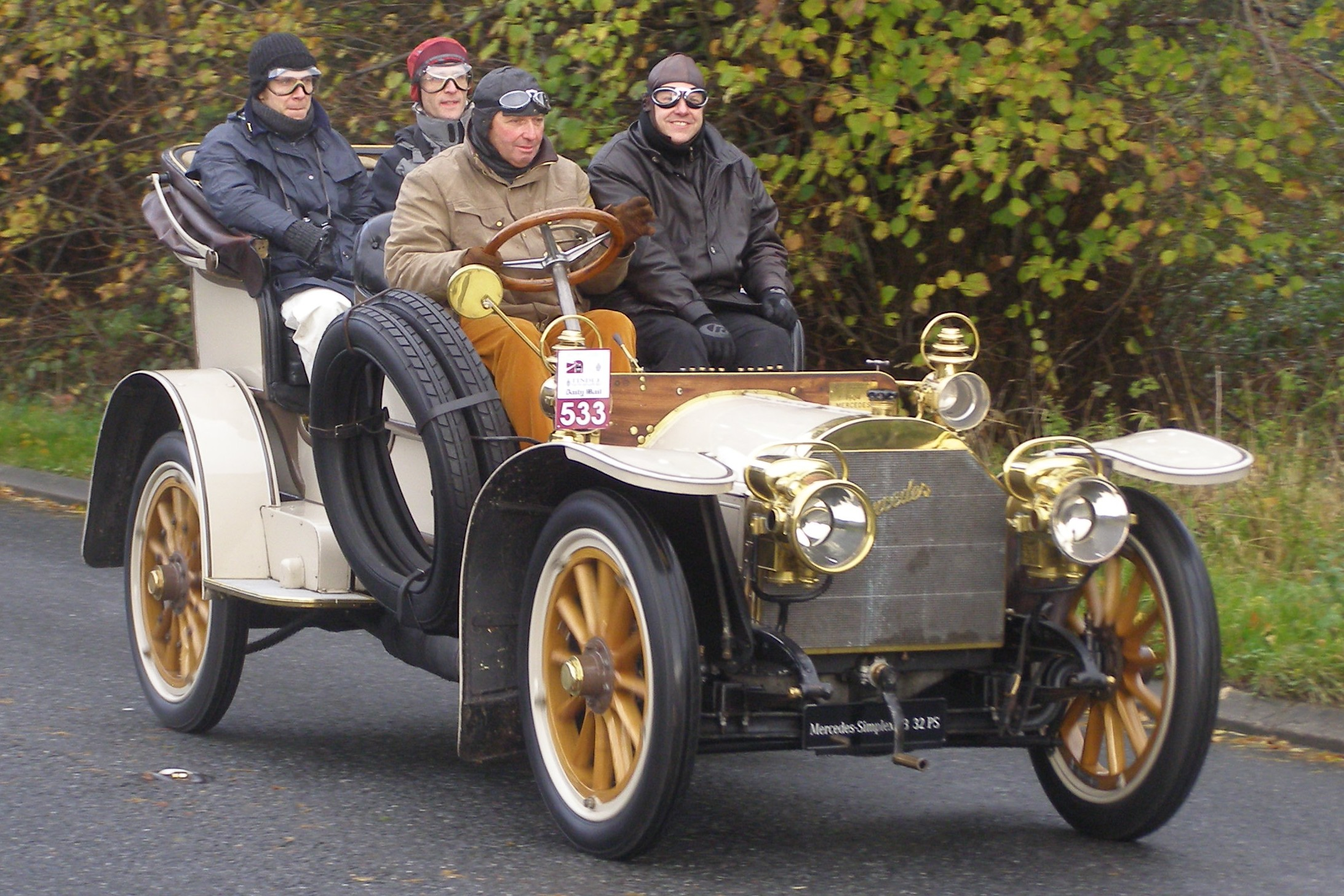
Mercedes Simplex 1904
De Dietrich 1903
Tricycle De Dion-Bouton 1899
Benz 1900
Cadillac 1904
Vers la ligne d'arrivée à Brighton
La ligne d'arrivée, à Preston Park (Brighton)

Le défilé a lieu tous les premiers dimanches de novembre et commence au lever du soleil à Hyde Park à Londres, passant par Regent Street, Crawley, pour finir avant 16 h 30 à Preston Park, à Brighton, sur une distance de 54 miles (87 km).

## Palmarès historique

La 'course' de 1954...

...et celle de 1968 (un tonneau James and Browne 9HP, de 1904).

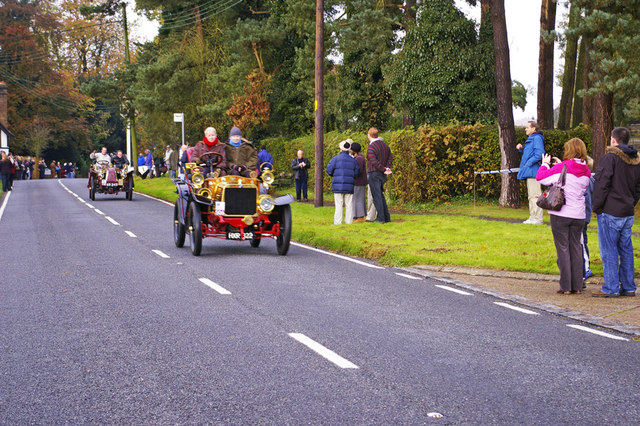
Geneviève, lors de l'édition de 2008.

La première course historique de 1896 est remportée sous l'égide du Motor Car Club le samedi 14 novembre par le pilote et constructeur Léon Bollée, au volant d'une voiture de sa marque, de 3 ch, en 3 heures 44 minutes et 35 secondes, à la vitesse moyenne de 22,39 km/h, le deuxième étant son frère cadet Camille (4 h 20 s), le troisième Panhard (Wagonnette n°8), le quatrième Lawson (Phaëton Panhard), le cinquième Panhard (Dog-cart n° 6 du troisième français le pilote Émile Mayade (deuxième du récent Paris-Marseille-Paris avec sa machine), le sixième Sherrin (électrique), le septième Daimler (Phaëton), le huitième Pennington (tricycle, s'étant faussement proclamé vainqueur de l'épreuve une fois la ligne d'arrivée franchie), le neuvième Bersey (électrique), et le dixième Panhard. Le départ est donné à dix heures et demie du matin sous la pluie et le vent, pour 54 participants, Lawson étant à la tête du cortège pour atteindre Reigate, à 10 h 40, sur une route détrempée. Une foule de 100 000 personnes assiste à l'événement. Une petite fille est renversée à Crawley, sans conséquence malgré un choc à la tête, un vélocipédiste qui suivait étant tombé sur elle.[réf. nécessaire]

## Cinéma
- Geneviève, un film de 1953, mettant en scène une Darracq de 1904.